# Calanidae
Calanidae — родина веслоногих ракоподібних ряду Calanoida. Веслоногі з родів Calanus і Neocalanus є екологічно важливою частиною фауни у Арктиці і субарктичних регіонах світового океану.

## Роди
- Bathycalanus
- Bradyetes
- Calanoides
- Calanus
- Canthocalanus
- Cosmocalanus
- Eucalanus
- Neocalanus
- Pseudocalanus